# Nymphalis fulva
Nymphalis fulva är en fjärilsart som beskrevs av Oudemans 1905. Nymphalis fulva ingår i släktet Nymphalis och familjen praktfjärilar. Inga underarter finns listade i Catalogue of Life.